# Polhovica
Polhovica is een plaats in Slovenië en maakt deel uit van de gemeente Šentjernej in de NUTS-3-regio Jugovzhodna Slovenija. De plaats telde 58 inwoners op 1 januari 2020.